# Schachtgebouw Oranje Nassau I
Het Schachtgebouw Oranje Nassau I aan Mijnmuseumpad 2 in Heerlen is gebouwd in 1897 door de architect A. Mehler. In het gebouw is  het Nederlands Mijnmuseum gevestigd.

## Mijnbouw
Het schachtgebouw van schacht I, de schachtbok van schacht II en het ophaalgebouw met daarin de aanwezige ophaalmachine van schacht II, zijn in 1899 gebouwd ten behoeve van de voormalige Oranje Nassaumijn I. Deze mijn heeft 75 jaar dienst gedaan, tussen 1899 en 1974.
Het winningsprincipe van de steenkool dat met deze mijn werd geïntroduceerd, betekende een ommezwaai in de geschiedenis van de mijnbouw. De nieuwe wijze van delven was een uitvinding van Friedrich Honigmann, waardoor mijnbouw onder waterhoudende bodemlagen mogelijk werd.
Bij de sloop van de mijn vanaf  begin 1976 t/m 1981 is dankzij de inzet van enkele oud mijnwerkers het schachtgebouw, ophaalmachine gebouw en de schachtbok van schacht 2 gered van de slopershamer en behouden gebleven voor het nageslacht. Vanaf medio 1979 tot 1981 is het schachtgebouw van schacht 1 minutieus afgebroken en in oorspronkelijke staat weer opgebouwd bij schacht 2. De schachtbok zelf, de liftkooi met stalen kabel en het ophaalmachine gebouw met de ophaalmachine zijn in originele staat gebleven. Ook zijn de rode neon "ON" letters gerestaureerd en weer op de schachtbok geplaatst.

## Architectuur
Het bakstenen schachtgebouw met de gebastioneerde gevelbehandeling en de toepassing van hoektorentjes in neo-romaanse stijl is architectuurhistorisch van bijzondere betekenis, omdat het tot het "Malakow-type" behoort. Dit type vond zijn oorsprong in het Ruhrgebied en in het steenkoolbekken van Aken. De open stalen schachtbok van schacht II behoort tot het type dat omstreeks 1900 in het Saarland is ontwikkeld. Het materiaal en de constructie zijn hiervan exemplarisch, omdat veel schachtbokken van andere mijnen zijn gesloopt.
In het ophaalgebouw is de nagenoeg oorspronkelijke, door stoomkracht aangedreven ophaalmachine aanwezig. Deze stoommachine is later omgebouwd op perslucht.

## Betekenis
Diverse omliggende en kenmerkende mijnbouwobjecten verdwenen, maar het authentieke schachtgebouw van de mijn is vanwege haar symbolische waarde voor de geschiedenis van de mijnbouw behouden. Het complex heeft emotionele en geschiedkundige waarde als herinneringssteken aan de decennia dat de mijnbouw voor Limburg en Nederland van grote betekenis was. Ook heeft het complex een landschappelijke herkenningsfunctie.